# ماهر عبيد
ماهر ربحي عبيد (أبو عمرو) (ولد بعمان، 1958) عضو المكتب السياسي لحركة المقاومة الإسلامية (حماس).

## المولد والنشأة
ولد في العاصمة الأردنية (عمّان) سنة 1958، ونشأ وترعرع في مدينة الخليل في فلسطين، حيث درس المراحل الثلاث في مدارسها، حتى الثانوية العامة. مارس رياضة كرة القدم في مدارس المدينة وفي فريق النقابات المهنية ثم إلتحق بالنادي الأهلي.
كان شغوفا بمطالعة الكتب وبالحوارات الثقافية والسياسية في تلك المرحلة، إلتزم بالعمل المسجدي في وقت مبكر من حياته.
وانشغل بقضايا شعبه وأمته، وتعرف على التيارات الإسلامية الناشطة حينئذ، حيث أصبح عضواً في الحركة الإسلامية في نهاية المرحلة الإعدادية سنة 1974.
متزوج وله خمسة أبناء وابنتان، واعتقل بعض أبنائه في سجون الاحتلال عدة مرات.

## التحصيل العلمي
أنهى دراسته الثانوية في مدرسة طارق بن زياد سنة 1977.
ثم إلتحق في كلية الشريعة في الجامعة الأردنية حيث أنهى دراسته للدرجة الجامعية الأولى (البكالوريوس) سنة 1981.
ثم تابع دراسته العليا بعد انقطاع حيث حصل على شهادة الماجستير في التنمية وبناء المؤسسات من جامعة القدس عام 2009م.

## الحالة الإجتماعية
متزوج وله خمسة أبناء وابنتان، واعتقلت قوات الاحتلال الإسرائيلي عددا من أفراد أسرته.

## محطات في حياته العملية والسياسية
أقام بالقدس وعمل معلما لمادة التربية الإسلامية في مدارس القدس الثانوية التابعة للأوقاف الإسلامية من سنة 1981 - إلى سنة 2000، وتنقل في عدة مدارس ثانوية ( الفتاة اللاجئة، النظامية للبنات، والأمة الثانوية للبنين)
شارك في العمل السياسي والوطني في مدينة القدس وعايش أحداثها الجسام، وتعرف على قيادات العمل الإسلامي والوطني في فلسطين، كان خطيبا وواعظا من رواد الصحوة الإسلامية.
عمل بعد ذلك مديرا للتعليم في جمعية الشبان المسلمين – الخليل، ثم مديرا للمدرسة الشرعية الثانوية فمديرا لدار القرآن الكريم في الجمعية الخيرية الإسلامية.
ثم عضو المكتب السياسي لحركة المقاومة الإسلامية حماس منذ عام 2010، وحتى الآن.

### الاعتقال والإبعاد
اعتقل عدة مرات في سجون الاحتلال منذ سنة 1989، ثم أبعدته قوات الاحتلال إلى مرج الزهور جنوب لبنان مع 415 من قيادات حركتي حماس والجهاد الإسلامي في أواخر سنة 1992.
تكرر اعتقاله إداريا عدة مرات ولعدة سنوات بتهمة أنه يشكل «خطرا على أمن البلاد والمواطنين» وبسب مشاركته في الانتفاضتين الأولى والثانية ونشاطه في العمل السياسي والدعوي والنقابي.
شارك في تأسيس نقابة العاملين في مدارس مدينة القدس وعضوية عدد من الجمعيات والأندية والهيئات، أبرزها المشاركة في تأسيس رابطة علماء فلسطين وعضوية هيئتها الإدارية.
انتخب عدة مرات لعضوية مجلس شورى الأسرى في سجن النقب، وعضوا في المكتب الإداري لأسرى حماس في سجن النقب الصحراوي.

## مؤلفات
له كتاب بعنوان «البناء التنظيمي والفصائلي للأسرى الفلسطينيين في سجن النقب» صدر عن مركز الزيتونة للدراسات والاستشارات – بيروت.